# 히르네토
히르네토(Hyrnetho)는 그리스 신화에 나오는 아르고스의 왕 데이폰테스의 아내이다. 헤라클레스의 후손 테메노스의 딸이다. 그녀는 안티마코스의 아들 데이폰테스와 결혼해 안티메네스, 크산티포스, 아르게오스, 오르소비아를 낳았다. 헤라클레이다이는 그곳을 나누어 통치하기로 결정하였다. 아르고스를 차지한 자는 아리스토마코스의 맏아들 테메노스였다. 그는 딸 히르네토의 남편 데이폰테스를 자신의 아들보다 총애하였다. 테메노스가 왕위까지 사위에게 물려주려 하자 테메노스의 아들들인 테메니다이는 반란을 일으키기로 마음먹었다. 막내 아그라이오스를 제외한 테메노스의 아들들은 강에서 목욕을 하고 있는 아버지를 급습했다. 히르네토와 데이폰테스, 아그라이오스는 에피다우로스로 피신해야 했다. 테메노스의 아들인 케리네스와 팔케스는 데이폰테스를 완전히 제거하기 위해 누이 히르네토를 성 밖으로 유인해 납치했다. 데이폰테스는 아내를 구하기 위해 그들을 쫓아갔다. 케리네스를 따라잡은 데이폰테스는 화살을 쏘아 그를 죽였다. 그러나 히르네토를 붙들고 있는 팔케스에게는 아내가 다칠까봐 염려되어 차마 화살을 쏠 수 없었다. 상황이 불리해지자 팔케스는 히르네토를 살해하고는 도망쳤다.